# 尾形聡彦
尾形 聡彦（おがた としひこ、1969年 - ）は、日本のジャーナリスト。元朝日新聞社の新聞記者。特派員として米国のシリコンバレー、ホワイトハウスを主に取材。国際報道部デスク、サンフランシスコ支局長などを歴任した。2022年6月に退社し、同年7月にオンラインメディア「Arc Times」を立ち上げた。

## 来歴
東京都出身。東京学芸大学附属大泉中学校、東京学芸大学附属高等学校、慶應義塾大学経済学部卒業後、1993年4月朝日新聞社入社。秋田支局、千葉支局を経て、1998年から経済部記者として財務省、鉄鋼業界、証券業界、流通業界などを担当した。2000年から2001年にかけて、米国のスタンフォード大学客員研究員を務めた。2002年、特派員として米国のサンノゼに赴任。シリコンバレーを取材した。2008年、ロンドンに赴任。2009年、ワシントンに赴任。2015年から2018年にかけて機動特派員としてオバマ政権とトランプ政権を取材した。米主要メディアとともにホワイトハウスの中枢に入り込み、オバマ大統領に対する弾劾運動やオバマの広島訪問の背景、大統領選挙におけるロシアの介入疑惑などを調査。それらの取材結果を2017年7月に『乱流のホワイトハウス―トランプvs.オバマ』（岩波書店）としてまとめた。2018年8月、サンフランシスコ支局長に就任。ビッグ・テック関連の海外記事を朝日新聞のほか『AERA』などにも多く執筆した。オンラインメディア「Arc Times」を設立するため、2022年6月30日に同社を退職。それから8日後の7月8日に安倍晋三銃撃事件が発生。開局を前倒し、7月12日、望月衣塑子とメインキャスターを務める第1回放送「安倍氏暗殺と参院選、今後の日本」をYouTubeチャンネルで配信した。ゲストは青木理だった。サンフランシスコ特派員時代の自宅に会社を登記し、東京のシェアオフィスに連絡場所をおいた。
ジャニーズ事務所がジャニー喜多川性加害問題をめぐって2023年9月7日と10月2日に記者会見を開いた際、会見の運営を担当したFTIコンサルティングは「指名NG記者」のリストを作成した。会見で最前列に座り挙手し続けたが、自身の名が望月とともにリストの一番上に記載されていたため、指名されなかった。10月4日、「Arc Times」でライブ配信を行い、当該リストを公表。10月5日に同社は謝罪した。「不誠実かつ無責任に八百長会見を画策した罪はあまりにも重い」として、ジャニーズ事務所社長の東山紀之を強く批判した。

## 著書
- 尾形聡彦『乱流のホワイトハウス―トランプvs.オバマ』岩波書店、2017年7月27日。ISBN 978-4000255042。
- 李鍾元、木宮正史、尾形聡彦、朱建栄、田中均、太田昌克ほか 著、李鍾元、木宮正史 編『朝鮮半島 危機から対話へ―変動する東アジアの地政図』岩波書店、2018年10月12日。ISBN 978-4000238977。